# Гарашкинское
Гарашкинское — село в городском округе Богданович Свердловской области. Управляется Гарашкинской сельской управой.

## Географическое положение
Село Гарашкинское расположено по обоим берегам реки Малой Калиновки — правого притока реки Большой Калиновки (бассейн реки Пышмы), в 26 километрах (по автодороге в 32 километрах) на юго-восток от административного центра округа — города Богдановича. В окрестностях села к северо-востоку расположен ботанический природный памятник Малое болото. Высота над уровнем моря — 146 метров.

## История села
Селение было названо от первого поселившегося здесь крестьянина из деревни Бобровки, Володинского прихода, по имена Герасима. Главным занятием сельчан было хлебопашество и отчасти — плотническое, сапожное и портняжное ремесла. Сельчане были все православные, раскольников и сектантов в приходе не было. До образования самостоятельного прихода, деревня Гарашки принадлежала к приходу села Ильинского.
По решению Свердловского облисполкома № 265 от 24.07.1984 года деревня Андрюшина слилась с селом Гарашкинским.

## Иоанно-Предтеченская церковь
24 сентября 1859 году была заложена каменная двухпрестольная церковь, придел которой был освящён во имя великомученика Георгия Победоносца в 1861 году, а главный храм был освящён в честь рождества пророка Иоанна Предтечи в 1873 году. Церковь была окончательно построена в 1870 году. Храм был построен на средства прихожан и добровольных жертвователей. В состав причта входил священник и 2 псаломщика, в пользовании которых было 3 церковных дома. Храм была закрыт в 1935 году и возвращён Русской православной церкви только в 1993 году.

## Школа
В 1876 году в селе была открыта земская школа.

## Население
| 2002 | 2010 | 2021 |
| ---- | ---- | ---- |
| 839  | ↘608 | ↘451 |

Структура
По данным переписи 2002 года, национальный состав села следующий: русские — 95 %, татары — 3 %. По данным переписи 2010 года, в селе проживали 288 мужчин и 320 женщин.

## Инфраструктура
В селе Гарашкинском 12 улиц: Восточная, Заречная, Ильича, Комсомольская, Космонавтов, Лесная, Мира, Октябрьская, Полевая, Садовая, Свердлова и Челюскинцев; 3 переулка: Комсомольский, Космонавтов и Октябрьский. Есть школа — МКОУ Гарашкинская средняя общеобразовательная школа, детский сад  — МКДОУ Детский сад № 25 и почтовое отделение.